# Jesen u Lici
Jesen u Lici je kulturno-turistička manifestacija, izložba tradicijskih i poljoprivrednih proizvoda, koja se održava početkom listopada u Gospiću.
Prvi put se ova manifestacija održala 1998. godine, a začetnici izložbe bili su nevladina udruga „ZOE“ i „Kap života“ te Park prirode Velebit, koji su okupili desetak entuzijasta, izlagača s idejom predstavljanja autohtonih ličkih proizvoda što široj publici.
Godine 2007., izložba je prvi put održana kao dvodnevna manifestacija na kojoj se predstavljaju proizvodi malih poljoprivrednih gospodarstava (proizvodi od mlijeka, marmelade, meda, sokova, vina, kolača, sira i dr.) te na taj način čuvaju tradiciju ličkog kraja.
Prezentiraju se tradicijske vrijednosti Like i drugih dijelova Hrvatske s izlagačima iz domovine i inozemstva. U sklopu "Jeseni u Lici" održavaju se tradicionalno ocjenjivanje meda i rakija, izložbe autohtone krave buše i ovce ličke pramenke, nastupi KUD-ova i plesnih skupina, stručna predavanja i izložbe, ocjenjivanje najljepše okućnice itd.  U autentičnoj atmosferi posjetitelji imaju prigodu čuti izvornu narodnu pjesmu, ples ličkog kraja, ali i vidjeti izradu proizvoda od gline, bukare, tamburice, pletenje košari, predenje vune i sl.